# Šalvěj lékařská
Šalvěj lékařská (Salvia officinalis) je léčivá rostlina z čeledi hluchavkovitých.

## Popis
Šalvěj lékařská je vytrvalá, silně aromatická rostlina polokeřovitého vzhledu se zdřevnatělými lodyhami, vysoká 30 až 70 cm. Lodyha je přímá, obvykle nevětvená, olistěná, šedoplstnatá. Listy jsou vstřícné, řapíkaté, podlouhle vejčité a jemně vroubkované, o délce 2–8 cm a šířce 1–4 cm, stříbrošedé až zelené. V mládí jsou šedoplstnaté, později lysé, na líci s výraznými žilkami.
Květenství tvoří lichopřesleny o 4–10 květech. Květ má dvoupyskou korunu, která je světle fialová, občas bílá, korunní trubka v ústí chlupatá, horní pysk vyklenutý, dolní třílaločný. Šalvěj obvykle kvete v květnu až červenci, plodem je tvrdka.

## Stanoviště
Vyžaduje propustnou půdu a slunné stanoviště. Na zimu je třeba rostliny chránit před mrazem přikrývkou.

## Areál rozšíření
Původní areál rozšíření šalvěje lékařské zahrnoval oblast Středomoří a Malé Asie. K léčivým rostlinám patřila šalvěj už ve starověkém Egyptě. Do střední Evropy a dnešního Česka se tato bylina dostala pravděpodobně někdy v 9. století, kdy začala být hojně pěstována v klášterních zahradách. V Česku její obliba stoupá, pěstuje se na zahrádkách i v květináčích na okenních parapetech.

## Použití

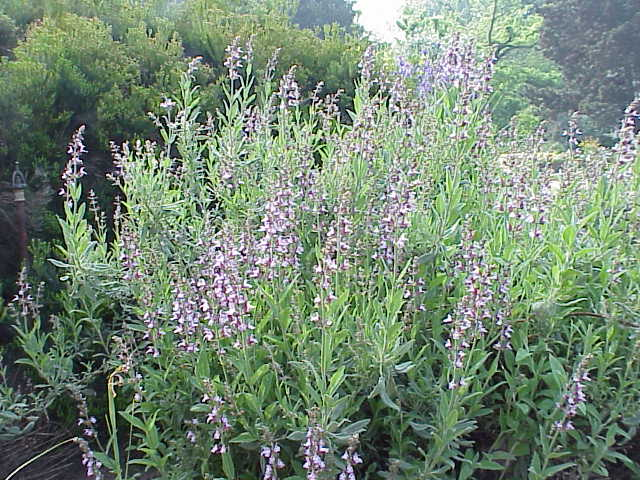
Šalvěj lékařská

Jako koření se užívají čerstvé nebo sušené listy barvy zelenošedé až stříbrošedé. Chutnají trpce a lehce nahořkle a hodí se hlavně k vepřovému a telecímu masu. Přidávají se také do omáček, nádivek, k ochucení sýrů. Ve staročeské kuchyni byla používána šalvěj lékařská stejně často jako petrželka. Sbírá se i kvetoucí nať v červnu až červenci.
Šalvěj se používá též v léčitelství pro své protizánětlivé, antivirotické a antibakteriální účinky, zabraňuje průjmům. Omezuje pocení, zejména je-li nervového původu, jako např. při nočním pocení v klimaktériu nebo v pubertě. Pomáhá při žaludečních, střevních a žlučníkových potížích a nadýmání. Droga je někdy mylně používaná při alternativní léčbě různých druhů rakovin. Ve vyšších dávkách (nebo v kombinaci s alkoholem) působí toxicky. Není známo mnoho případů otravy, ale je vhodné zvážit použití jako léčiva, potraviny nebo esenciálních olejů, které při vysokých dávkách vyvolávají riziko poškození jater. Při přípravě čaje ovšem pouze relativně malé množství účinných látek přechází do vody a tři až šest šálků šalvějového čaje denně je považováno za netoxickou dávku.
Žádaná je šalvěj i v kosmetice, kde se využívají její stahující a dezinfekční schopnosti. Odvar z 200 g šalvěje na jeden litr vody se přidává do osvěžující koupele. Potlačuje tvorbu lupů, proto se pro závěrečné oplachování hlavy doporučuje šalvějový nálev. Pleťová voda ze šalvěje léčí problematickou pleť a akné. Pro účinky při léčbě zánětů v ústní dutině a při potlačení nepříjemného zápachu se výtažky ze šalvěje přidávají do ústních vod a zubních past (doporučuje se i žvýkání čerstvého listu nebo kloktání nálevu).

## Obsahové látky
Obsahuje 1,5 až 3 % silice, která je směsí thujonu, salviolu, kafru,velké množství vonného extraktu, cineolu a borneolu.
Dále obsahuje 4 % tříslovin, saponiny, hořčiny, oxyterpenové kyseliny, estrogenní hormony a amid kyseliny nikotinové, pryskyřice, vitaminy skupiny B, vitamin P, minerální a hormonálně účinné látky.